# 管控
管控是在既有的框架下对特定资源和行为所进行的约束和组织，管控具有既定的目标，并且需要一定的权力赋予作为实施管控行为的保障。